# Josef Eisenhut
Josef Eisenhut (26. srpna 1864 Hagendorf – 29. února 1928 Hagendorf) byl rakouský křesťansko sociální politik, na počátku 20. století poslanec Říšské rady, v poválečném období poslanec rakouské Národní rady.

## Biografie
Vychodil národní školu a nižší reálnou školu a působil jako majitel hospodářství. Angažoval se v Křesťansko sociální straně Rakouska. Byl starostou rodného Hagendorf. Působil jako člen okresní školní rady v Mistelbachu. V letech 1908–1919 byl též poslancem Dolnorakouského zemského sněmu. Byl náměstkem předsedy dolnorakouského svazu rolníků.
Na počátku 20. století se zapojil i do celostátní politiky. Ve volbách do Říšské rady roku 1907 získal mandát v Říšské radě (celostátní zákonodárný sbor) za obvod Dolní Rakousy 56. Usedl do poslanecké frakce Křesťansko-sociální sjednocení. Mandát obhájil za týž obvod i ve volbách do Říšské rady roku 1911. Usedl do klubu Křesťansko-sociální klub německých poslanců. Ve vídeňském parlamentu setrval až do zániku monarchie.
Po válce zasedal v letech 1918–1919 jako poslanec Provizorního národního shromáždění Německého Rakouska (Provisorische Nationalversammlung), pak od 4. března 1919 do 9. listopadu 1920 byl poslancem Ústavodárného národního shromáždění Rakouska a od 10. listopadu 1920 do své smrti poslancem rakouské Národní rady.